# Tritonidoxa
Tritonidoxa is een geslacht van weekdieren uit de klasse van de Gastropoda (slakken).

## Soort
- Tritonidoxa capensis Bergh, 1907